# Campeonato Mundial de Gimnasia Artística de 1913
El VI Campeonato Mundial de Gimnasia Artística se celebró en París (Francia) entre el 15 y el 16 de noviembre de 1913 bajo la organización de la Federación Internacional de Gimnasia (FIG).

## Resultados

### Masculino
| Evento                 | Oro                                                                                        | Plata                                                               | Bronce                                                                          |
| ---------------------- | ------------------------------------------------------------------------------------------ | ------------------------------------------------------------------- | ------------------------------------------------------------------------------- |
| Concurso completo ind. | Marco Torrès Francia 142,000 pts.                                                          | Karen Starý Bohemia 141,500 pts.                                    | Josef Sýkora Bohemia 136,500 pts.                                               |
| Caballo con arcos      | Giorgio Zampori Italia 19,750                                                              | Marco Torrès Francia N. Aubry Francia Osvaldo Palazzo Italia 19,250 |                                                                                 |
| Anillas                | Marco Torrès Francia Laurent Grech Francia Guido Boni Italia Giorgio Zampori Italia 19,750 |                                                                     |                                                                                 |
| Paralelas              | Giorgio Zampori Italia Guido Boni Italia 20,000                                            |                                                                     | Pierre Hentges Luxemburgo 19,500                                                |
| Barra fija             | Marco Torrès Francia Josef Čada Bohemia 20,000                                             |                                                                     | A. Demol · Bélgica · Osvaldo Palazzi · Italia · Josef Sýkora · Bohemia · 19,500 |
| Concurso por equipos   | Bohemia 804,500                                                                            | Francia 777,750                                                     | Italia 772,250                                                                  |

## Medallero
| Núm. | País       | Oro | Plata | Bronce | Total |
| ---- | ---------- | --- | ----- | ------ | ----- |
| 1    | Italia     | 5   | 1     | 2      | 8     |
| 2    | Francia    | 4   | 3     | 0      | 7     |
| 3    | Bohemia    | 2   | 1     | 2      | 5     |
| 4    | Bélgica    | 0   | 0     | 1      | 1     |
| 4    | Luxemburgo | 0   | 0     | 1      | 1     |
|      | TOTAL      | 11  | 5     | 6      | 22    |

1. 1 2 3 4 5 6  Medallistas originarios de la provincia de Bohemia del Imperio Austrohúngaro; la FIG reconoció posteriormente las medallas como propias de Checoslovaquia.